# Baragova pohodna pot
Baragova pohodna pot je krožna pot, poimenovana po slovenskem misijonarju in škofu v Ameriki Frideriku Baragi. Začne in konča se v Trebnjem ter poteka mimo Belšinje vasi, Griča, Luže, Male vasi, Knežje vasi, Dobrniča, preko Grmade in Vrhtrebnjega. Dolga je 18 kilometrov in je vsezkozi označena ter opremljena s pojasnjevalnimi tablami. Skupaj z ogledi traja od 5 do 6 ur, primerna pa je tako za pohodnike kot za kolesarje, a je kraje mogoče obiskati tudi z avtom. Vsako leto je konec junija organiziran pohod v okviru spominskega dneva Občine Trebnje – Baragovega dne.

## Potek poti
1. Trebnje
2. Mala vas
3. Knežja vas
4. Dobrnič
5. Vrhtrebnje
6. Trebnje

## Opis poti
Začne se v Trebnjem pred župnijsko cerkvijo Marijinega vnebovzetja, domačo župnijo Friderika Barage v letih od 1799 do 1824. Pred vhodom v cerkev stoji Baragov spomenik kiparja Franceta Goršeta. Posebnost v Trebnjem in ogleda vredna je tudi Galerija likovnih samorastnikov Trebnje, saj gre za najpomembnejšo tovrstno zbirko.
Pot pelje mimo Trebanjskega gradu, ki je bil od leta 1799 do 1812 dom Friderika Barage, od 1812 do 1824 pa njegova lastnina. Naslednja postaja je gradič v Mali vasi, Baragova rojstna hiša, katere podoba se od časa Baragovega rojstva ni bistveno spremenila. Tam je Baraga preživel le prvi dve leti. V gradiču je na voljo ogled Baragova spominska soba z osebnimi predmeti in sobe s predstavitvijo njegovega misijonarskega dela med severnoameriškimi Indijanci.
Pot se nadaljuje mimo gručaste vasi Knežja vas s podružnično cerkvijo sv. Neže. Tretja postaja pohodne poti je župnijska cerkev cerkev sv. Jurija v Dobrniču, kjer je bil 29. junija 1797 Friderik Baraga krščen. Ob 100-letnici njegovega rojstva so mu leta 1897 v cerkvi odkrili doprsni kip, delo kiparja Alojzija Progarja.
Pot se nadaljuje proti Vrhtrebnjem, gručastem naselju nad strmim gozdnatim pobočjem Bukovjem, kjer stoji cerkev sv. Jakoba, prvič omenjena leta 1526. Na poti proti razglednem Trebnim vrhom stoji kamnito obeležje 15. poldnevnika, kjer je na kamniti mizi postavljen bronasti relief Slovenije, v katerem so označena glavna mesta mestnih občin, pomembnejše razgledne točke po Sloveniji in potek 15. poldnevnika.
Naslednja točka je Trebanjski grad nad reko Temenico, ki je bil od leta 1799 do 1812 Baragov dom. Leta 1799 ga je kupil Friderikov oče Janez Nepomuk Baraga, Friderik pa ga je leta 1812 podedoval, vendar ga je leta 1821 odstopil svaku Gresslu.
Pohodna pot se zaključi v Trebnjem.